# Pseudolabrus rubicundus
Pseudolabrus rubicundus is een straalvinnige vissensoort uit de familie van lipvissen (Labridae). De wetenschappelijke naam van de soort is voor het eerst geldig gepubliceerd in 1881 door Macleay.